# Labalimut
Labalimut is een bestuurslaag in het regentschap Lembata van de provincie Oost-Nusa Tenggara, Indonesië. Labalimut telt 673 inwoners (volkstelling 2010).